# 스테븐스시

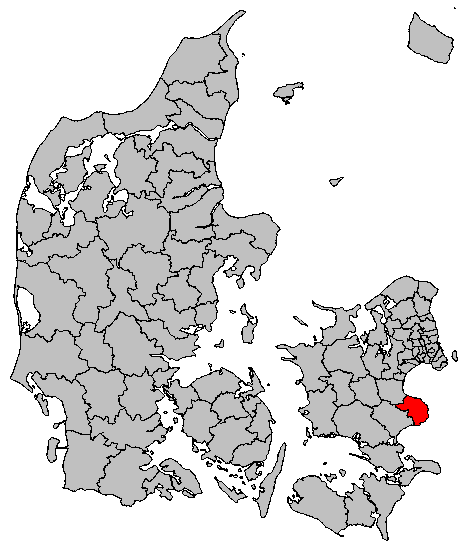
스테븐스시의 위치

스테븐스시(덴마크어: Stevns Kommune)는 덴마크 셸란 지역에 위치한 지방 자치체로 행정 중심지는 스토레헤딩에이며 면적은 249.92km2, 인구는 21,920명(2014년 7월 1일 기준), 인구 밀도는 88명/km2이다. 셸란섬 동부 연안에 위치한다.